# Souleymane Bachir Diagne
Souleymane Bachir Diagne (nascido em 8 de novembro de 1955 em São Luís, Senegal) é um filósofo senegalês. Seu trabalho é focado na história da lógica e matemática, na epistemologia, na tradição filosófica do mundo islâmico, na formação de identidades e nas filosofias e literaturas africanas.

## Biografia
Após seus estudos na escola Van Vollenhoven de Dakar no Senegal onde recebe seu baccalauréat, Souleymane Bachir Diagne foi aceito no Lycée Louis-le-Grand de Paris em 1973, seguindo os passos, quase meio século depois, de seu compatriota Léopold Sédar Senghor. Na Universidade Paris 1 Panthéon-Sorbonne recebe a licenciatura e o mestrado em filosofia.
Ele é o primeiro senegalês a fazer parte da Escola Normal Superior de Paris. Lá ele estuda junto de Louis Althusser e Jacques Derrida. Como diversos outros estudantes de lá, ele se torna um maoista na época. Na Universidade Paris 1 Panthéon-Sorbonne ele recebe sua tese de doutorado de terceiro ciclo em 1982, com o título 'Da álgebra numérica à álgebra da lógica'
No mesmo ano ele retorna ao seus país natal para ensinar a história da filosofia no mundo islâmico na Universidade Cheikh Anta Diop em Dakar. Ele recebe sua tese de doutorado na Universidade Paris 1 Panthéon-Sorbonne em 1988, sempre sobre a direção de Jean-Toussaint Desanti, com o título de "Filosofia simbólica e álgebra da lógica: as leis do pensamento de George Boole".
Antigo vice-reitor da faculdade de letras e ciências humanas de Universidade Cheikh Anta Diop de Dakar, ele é nomeado conselheiro pela educação e cultura em 1993 pelo presidente da República do Senegal Abdou Diouf, cargo que ele ocupa até 1999.
Em 2004, um dôssie do Nouvel Observateur o coloca na sua seleção de «25 grandes pensadores do mundo», e, em 2007, ele aparece entre «as 100 personalidades que fazem a África», segundo a revista Jeune African.
Ele publicou numerosos trabalhos nos campos da história da lógica, da filosofia, em particular no mundo islâmico e na África. Ele é autor, entre outros trabalhos, de uma obra dedicada à álgebra da lógica criada por George Boole e intitulada Boole, o pássaro da noite em pleno dia (Berlim, 1989), de uma tradução em francês de Leis do pensamento, do mesmo autor (Vrin, 1992) e, no campo da filosofia islâmica, de um livro de introdução à obra do poeta Muhammad Iqbal: Islã e a sociedade aberta, a fidelidade e o movimento no pensamento de Muhammad Iqbal (Maisonneuve & Larose, 2001). Ele publicou também um ensaio sobre Léopold Sédar Senghor: 'A arte africana como filosofia (Rieveneuve éditions, 2007). Ele dirigiu em 2013 a consulta nacional sobre o futuro do ensino superior e pesquisa no Senegal, que recomendou uma ambiciosa reforma do sistema universitário em torno de doze decisões maiores em favor de uma reorientação em direção às ciências, à informática e às tecnologias. 
Tendo lecionado por vários anos nos departamentos de Filosofia e Religião da Universidade Northwestern (2002 a 2007), Diagne é atualmente professor de francês e ex-presidente do Departamento de Filologia Francesa e Românica com uma nomeação secundária no Departamento de Filosofia da Universidade de Columbia em Nova York. Ele é diretor do Instituto de Estudos Africanos.

## Obras

### Livros (Em inglês)
- Open to Reason: Muslim Philosophers in Conversation with the Western Tradition, Translated by Jonathan Adjemian, Columbia University Press (2018).
- The Ink of the Scholars: Reflections on Philosophy in Africa (2016).
- African Art as Philosophy: Senghor, Bergson, and the Idea of Negritude, Translated by Chike Jeffers, (2011).

### Livros (Em francês)
- Le Fagot de ma mémoire (2021)
- Comment philosopher en Islam (2010)
- Léopold Sédar Senghor: l’art africain comme philosophie. Paris: Riveneuve Editions, 2007.
- 100 mots pour dire l’islam. Paris: Maisonneuve et Larose, 2002.
- Islam et société ouverte, la fidélité et le mouvement dans la pensée de Muhammad Iqbal. Paris : Maisonneuve & Larose, 2001.
- Logique pour philosophes. Dakar: Nouvelles Editions Africaines du Sénégal, 1991 .
- Boole, l’oiseau de nuit en plein jour. Paris: Belin, 1989.

### Artigos
- "Édouard Glissant : l’infinie passion de tramer", Littérature, n° 174, p. 88-91.
- "On the Postcolonial and the Universal?", Rue Descartes, n° 78, p. 7-18.
- "Philosopher en Afrique", Critique, n° 771-772, p. 611-612.
- "Breathless...", Philosophy World Democracy.
- "Individual, Community, and human Rights, a lesson from Kwasi Wiredu’s philosophy of personhood", Transition, an international Review, No. 101, pp. 8-15.